# كلية الحقوق في بوسطن
كلية الحقوق في بوسطن (بالإنجليزية: Boston College Law School)‏  هي كلية قانون، تأسست في 1926م، في الولايات المتحدة.